# C20H20O4
化学式C20H20O4（摩尔质量：324.37 g/mol）可能指：
- 光甘草定，CAS号：59870-68-7
- 光甘草宁，CAS号：41983-91-9

|  | 这个同类索引页列出了具有相同分子式的化学物（即同分異構體）条目。 除非您是有意链接至本页，否则应将相应条目的内部链接指向正确的条目。 |